# Alfredo Kraus
Alfredo Kraus Trujillo (ur. 24 września 1927 w Las Palmas de Gran Canaria, zm. 10 września 1999 w Madrycie) – hiszpański śpiewak, tenor.

## Życiorys
Uczył się śpiewu u Galla Markoffa w Barcelonie, Francisco Andrésa w Walencji oraz u Mercedes Llopart w Mediolanie. Debiutował na scenie w 1956 roku w teatrze operowym w Kairze jako Książę Mantui w Rigoletcie Giuseppe Verdiego, w tym samym roku zdobył srebrny medal na Międzynarodowym Konkursie Muzycznym w Genewie. Następnie odtwarzał rolę Alfredo Germonta w Traviacie (Turyn i Wenecja 1956 oraz Londyn 1957). W 1959 roku wystąpił po raz pierwszy w Covent Garden Theatre w roli Edgara Ravenswooda w Łucji z Lammermooru Gaetana Donizettiego, a w 1960 roku jako Elwin w Lunatyczce Vincenzo Belliniego wystąpił w mediolańskiej La Scali. W 1966 roku ponownie wystąpił w roli Księcia Mantui, debiutując nią na deskach Metropolitan Opera w Nowym Jorku.
Wykonywał m.in. role hrabiego Almavivy w Cyruliku sewilskim Gioacchino Rossiniego, Don Ottavia w Don Giovannim W.A. Mozarta, Ernesta w Don Pasquale Gaetana Donizettiego, Kawalera des Grieux w Manon Lescaut Giacomo Pucciniego, Nadira w Poławiaczach pereł Georges’a Bizeta i Wertera w Wertherze Jules’a Masseneta. Operował głosem o wysokim rejestrze, o skali dochodzącej do d2. Ceniono wysokie walory techniczne jego śpiewu i stylową interpretację.

## Odznaczenia
- 1967 – Oficer Orderu Świętego Jakuba od Miecza (Portugalia)[4]
- 1981 – Komandor Orderu Zasługi Republiki Włoskiej (Włochy)[5][6]
- 1991 – Krzyż Wielki Zasługi Wojskowej z Odznaką Białą (Hiszpania)[7][6]
- 1994 – Komandor z Gwiazdą Orderu Izabeli Katolickiej (Hiszpania)[8][6]
- 1996 – Krzyż Wielki Orderu Cywilnego Alfonsa X Mądrego (Hiszpania)[9][6]
- 1998 – Krzyż Wielki Orderu Infanta Henryka (Portugalia)[4]
- Kawaler Orderu Legii Honorowej (Francja)[6]
- Komandor Orderu Sztuki i Literatury (Francja)[6]
- Krzyż Kawalerski Odznaki za Naukę i Sztukę (Austria)[6]